# Liste von Schiffen der schwedischen Marine

Kriegsflagge der Schwedischen Marine

Diese Liste enthält Kriegsschiffe der Schwedischen Marine.
Die Liste ist nach Schiffstypen und -klassen geordnet, hinter deren Namen jeweils eine Schiffsliste dieser Klasse folgt. Frühere Namen und Kennungen sind in Klammern hinter die gültigen Namen und Kennungen in der Klasse gesetzt, HMS steht für Hans/Hennes Majestäts Skepp (deutsch: Seiner/Ihrer Majestät Schiff).
In Dienst befindliche Schiffstypen und -klassen bzw. Einheiten sind blau unterlegt.

## Überwasser-Kampfeinheiten

### Panzerschiffe
| Klasse              | Schiffe | Schiffe                                           | Schiffe                                 | Typ                | Bild |
| Klasse              | Kennung | Name                                              | Dienstzeit00                            | Typ                | Bild |
| ------------------- | ------- | ------------------------------------------------- | --------------------------------------- | ------------------ | ---- |
| Svea-Klasse         |         | Svea Göta Thule                                   | 1886–1941 1891–1923 1893–1928           | Küstenpanzerschiff |      |
| Oden-Klasse         |         | HMS Oden HMS Thor HMS Niord                       | 1897–1937 1899–1937 1899–1922           | Küstenpanzerschiff |      |
| Dristigheten-Klasse |         | HMS Dristigheten                                  | 1901–1947                               | Küstenpanzerschiff |      |
| Äran-Klasse         |         | HMS Äran HMS Wasa HMS Tapperheten HMS Manligheten | 1902–1947 1902–1940 1903–1947 1904–1950 | Küstenpanzerschiff |      |
| Oscar II.-Klasse    |         | HMS Oscar II.                                     | 1907–1950                               | Küstenpanzerschiff |      |
| Sverige-Klasse      |         | HMS Sverige HMS Drottning Victoria HMS Gustav V   | 1917–1953 1921–1957 1920–1957           | Küstenpanzerschiff |      |

### Kreuzer
| Klasse              | Schiffe | Schiffe                                                                | Schiffe                                           | Typ              | Bild |
| Klasse              | Kennung | Name                                                                   | Dienstzeit00                                      | Typ              | Bild |
| ------------------- | ------- | ---------------------------------------------------------------------- | ------------------------------------------------- | ---------------- | ---- |
| Örnen-Klasse        |         | HMS Örnen HMS Claes Horn HMS Jacob Bagge HMS Psilander HMS Claes Uggla | 1897–1947 1898–1923 1898–1947 1900–1937 1900–1917 | Torpedokreuzer   |      |
| Fylgia-Klasse       |         | HMS Fylgia                                                             | 1907–1952                                         | Panzerkreuzer    |      |
| Clas Fleming-Klasse |         | HMS Clas Fleming                                                       | 1914–1959                                         | Minenkreuzer     |      |
| Gotland-Klasse      |         | HMS Gotland                                                            | 1934–1956                                         | Flugzeugkreuzer  |      |
| Tre Kronor-Klasse   |         | HMS Tre Kronor HMS Göta Lejon                                          | 1947–1964 1947–1970                               | Leichter Kreuzer |      |

### Zerstörer und Torpedoboote
| Klasse                                       | Schiffe              | Schiffe | Schiffe                                                     | Typ                  | Bild                                                             |
| Klasse                                       | Kennung              | Name | Dienstzeit00                                                | Typ                  | Bild                                                             |
| -------------------------------------------- | -------------------- | --- | ----------------------------------------------------------- | -------------------- | ---------------------------------------------------------------- |
| 1:a klass torpedbåt                          |                      | HMS Komet HMS Blixt, HMS Meteor HMS Stjärna, HMS Orkan HMS Bris, HMS Vind HMS Virgo, HMS Mira HMS Orion, HMS Sirius HMS Kapella, HMS Plejad HMS Iris, HMS Thetis HMS Spica, HMS Astrea HMS Antares, HMS Arcturus HMS Altair, HMS Argo HMS Polaris, HMS Perseus HMS Regulus, HMS Rigel HMS Kastor, HMS Pollux HMS Vega, HMS Vesta |                                                             | Torpedoboot          | Torpedoboot Vega im Jahr 1910 · Torpedoboot Regulus im Jahr 1915 |
| 2:a klass torpedbåt                          |                      | HMS Hugin |                                                             | Torpedoboot          |                                                                  |
| Yarrow-Zerstörer                             | 1                    | HMS Mode | 1902–1936                                                   | Torpedobootzerstörer |                                                                  |
| Thornycroft-Zerstörer                        | 2                    | HMS Magne | 1905–1936                                                   | Torpedobootzerstörer |                                                                  |
| Wale-Klasse                                  | 23 (3)               | HMS Wale | 1908–1940                                                   | Zerstörer            |                                                                  |
| Ragnar-Klasse                                | 22 (4) 21 (5) 23 (6) | HMS Ragnar HMS Sigurd HMS Vidar |                                                             | Zerstörer            |                                                                  |
| Hugin-Klasse                                 | 24 (7) 8             | HMS Hugin HMS Munin |                                                             | Zerstörer            |                                                                  |
| Wrangel-Klasse                               | 25 (9) 26 (10)       | HMS Wrangel HMS Wachtmeister | 1918–1960 1918–1950                                         | Zerstörer            |                                                                  |
| Ehrensköld-Klasse                            | J1 J2                | HMS Ehrensköld HMS Nordenskjöld | 1927–1963                                                   | Zerstörer            |                                                                  |
| Klas-Horn-Klasse                             | J3 J4                | HMS Klas Horn HMS Klas Uggla | 1932–1958 1932–1941                                         | Zerstörer            |                                                                  |
| Göteborg-Klasse                              | J5 J6 J7 J8 J9 J10   | HMS Göteborg HMS Stockholm HMS Malmö HMS Karlskrona HMS Gävle HMS Norrköping | 1936–1958 1937–1964 1939–1964 1940–1974 1941–1968 1941–1965 | Zerstörer            |                                                                  |
| Psilander-Klasse (italienische Sella-Klasse) | 18 0 19              | HMS Psilander (ex-Giovanni Nicotera) HMS Puke (ex-Bettino Ricasoli) | 1940–1947 0 1940–1947                                       | Zerstörer            |                                                                  |
| Romulus-Klasse (italienische Spica-Klasse)   | 27 0 28              | HMS Romulus (ex-Spica) HMS Remus (ex-Astore) | 1940–1958 0 1940–1958                                       | Torpedoboot          |                                                                  |
| Mode-Klasse                                  | 29 30 31 32          | HMS Mode HMS Magne HMS Munin HMS Mjölner | 1942–1970 1942–1966 1943–1968 1942–1966                     | Torpedoboot          |                                                                  |
| Visby-Klasse                                 | J11 J12 J13 J14      | HMS Visby HMS Sundsvall HMS Hälsingborg HMS Kalmar | 1943–1982 1944–1982                                         | Zerstörer            |                                                                  |
| Öland-Klasse                                 | J16 J17              | HMS Öland HMS Uppland | 1947–1978 1948–1978                                         | Zerstörer            |                                                                  |
| Halland-Klasse                               | J18 J19              | HMS Halland HMS Småland | 1955–1987 1956–1984                                         | Zerstörer            |                                                                  |
| Östergötland-Klasse                          | J20 J21 J22 J23      | HMS Östergötland HMS Södermanland HMS Gästrikland HMS Hälsingland | 1958–1982 1959–1982                                         | Zerstörer            |                                                                  |

### Korvette
| Klasse           | Schiffe             | Schiffe                                                           | Schiffe                                                                | Typ                      | Bild |
| Klasse           | Kennung             | Name                                                              | Dienstzeit00                                                           | Typ                      | Bild |
| ---------------- | ------------------- | ----------------------------------------------------------------- | ---------------------------------------------------------------------- | ------------------------ | ---- |
| Stockholm-Klasse | P11 (K11) P12 (K12) | HMS Stockholm HMS Malmö                                           | seit 1. Mai 1986                                                       | ab 2015 Patrouillenboote |      |
| Göteborg-Klasse  | K21 K22 K23 K24     | HMS Göteborg HMS Gävle HMS Kalmar HMS Sundsvall                   | 1990–2007 seit 17. September 1990 1991–2007 seit 7. Juni 1993          |                          |      |
| Visby-Klasse     | K31 K32 K33 K34 K35 | HMS Visby HMS Helsingborg HMS Härnösand HMS Nyköping HMS Karlstad | seit 16. September 2002 seit 16. Dezember 2009 seit 16. September 2015 |                          |      |

### Schnellboote
| Klasse                                 | Schiffe | Schiffe | Schiffe      | Typ                                           | Bild |
| Klasse                                 | Kennung | Name | Dienstzeit00 | Typ                                           | Bild |
| -------------------------------------- | --- | --- | ------------ | --------------------------------------------- | ---- |
| ital. Motoscafo Armato Silurante (MAS) | | MTB1 MTB2 |              | (aus dem 1. Weltkrieg)                        |      |
| brit. Kleinstschnellboote              | | MTB3 MTB4 |              | (aus den 1920ern)                             |      |
| amerik. PT-Schnellboote                | | T1 T2 |              |                                               |      |
| brit. Motortorpedoboote                | | T3 T4 |              |                                               |      |
| ital. Motoscafo Armato Silurante (MAS) | | T11 bis T14 |              | (vom Ende der 1930er)                         |      |
| Schwedische Eigenbauten                | | T15 bis T20 |              | 22,5-t-Schnellboot (abgeleitet von ital. MAS) |      |
| Schwedische Eigenbauten                | | T21 bis T31 |              | 27-t-Schnellboot (aus dem 2. Weltkrieg)       |      |
| Schwedische Eigenbauten                | | T32 bis T41 |              | 40-t-Schnellboot (aus den frühen 1950ern)     |      |
| Schwedische Eigenbauten                | | T42 bis T56 |              | 40-t-Schnellboot (vom Ende der 1950er)        |      |
| Perseus-Klasse                         | T101 | HMS Perseus |              | Torpedoschnellboot                            |      |
| Plejad-Klasse                          | T102 T103 T104 T105 T106 T107 T108 T109 T110 T111 T112                                                                                          | HMS Plejad HMS Polaris HMS Pollux HMS Regulus HMS Rigel HMS Aldebaran HMS Altair HMS Antares HMS Arcturus HMS Argo HMS Astrea                       |              | Torpedoschnellboot                            |      |
| Spica-Klasse                           | T121 T122 T123 T124 T125 T126 | HMS Spica HMS Sirius HMS Capella HMS Castor HMS Vega HMS Virgo                                                                                      |              | Torpedoschnellboot                            |      |
| Norrköping-Klasse                      | R131 (T131) R132 (T132) R133 (T133) R134 (T134) R135 (T135) R136 (T136) R137 (T137) R138 (T138) R139 (T139) R140 (T140) R141 (T141) R142 (T142) | HMS Norrköping HMS Nynäshamn HMS Norrtälje HMS Varberg HMS Västerås HMS Västervik HMS Umeå HMS Piteå HMS Luleå HMS Halmstad HMS Strömstad HMS Ystad |              | Torpedoschnellboot/ Flugkörperschnellboot     |      |

## U-Boote
| Klasse                           | Schiffe                 | Schiffe | Schiffe                                 | Typ            | Bild |
| Klasse                           | Kennung                 | Name | Dienstzeit00                            | Typ            | Bild |
| -------------------------------- | ----------------------- | --- | --------------------------------------- | -------------- | ---- |
| Hajen-Klasse                     |                         | HMS Hajen | 1905–1922                               |                |      |
| Hvalen-Klasse                    |                         | HMS Hvalen | 1909–1924                               |                |      |
| Nr.2-Klasse                      |                         | 3 Boote |                                         |                |      |
| Svärdfisken-Klasse               |                         | 2 Boote |                                         |                |      |
| Delfinen-Klasse                  |                         | HMS Delfinen |                                         |                |      |
| Laxen-Klasse                     |                         | 2 Boote |                                         |                |      |
| Abborren-Klasse                  |                         | 2 Boote |                                         |                |      |
| Hajen-Klasse                     |                         | HMS Hajen HMS Sälen HMS Valrossen                                                                                             |                                         |                |      |
| Bävern-Klasse                    |                         | HMS Bävern HMS Illern HMS Uttern                                                                                              |                                         |                |      |
| Valen-Klasse                     |                         | HMS Valen |                                         |                |      |
| Draken-Klasse                    |                         | HMS Draken HMS Gripen HMS Ulven                                                                                               |                                         |                |      |
| Delfinen-Klasse                  |                         | HMS Delfinen HMS Nordkaparen HMS Springaren                                                                                   |                                         |                |      |
| Sjölejonet-Klasse                |                         | HMS Sjölejonet HMS Sjöbjörnen HMS Sjöhunden HMS Svärdfisken HMS Tumlaren HMS Dykaren HMS Sjöhästen HMS Sjöormen HMS Sjöborren |                                         |                |      |
| Neptun-Klasse                    | Nä Nj Np                | HMS Näcken HMS Najad HMS Neptun                                                                                               | 1943–1966                               |                |      |
| U1-/Aborren-Klasse               |                         | 9 Boote |                                         |                |      |
| Hajen-Klasse                     | Haj Säl Val Iln Bäv Utn | HMS Hajen HMS Sälen HMS Valen HMS Illern HMS Bävern HMS Uttern                                                                | 1957–1980 1959–1980 1960–1980           |                |      |
| Spiggen-Klasse (brit. XE-Klasse) |                         | HMS Spiggen (ex-X51 Stickleback)                                                                                              |                                         | Kleinst-U-Boot |      |
| Draken-Klasse                    | Dra Gri Vgn Del Nor Spr | HMS Draken HMS Gripen HMS Vargen HMS Delfinen HMS Nordkaparen HMS Springaren                                                  |                                         |                |      |
| Sjöormen-Klasse                  | Sor Sle Sbj Shu Shä     | HMS Sjöormen HMS Sjölejonet HMS Sjöbjörnen HMS Sjöhunden HMS Sjöhästen                                                        | 1968–1997 1969–1997                     |                |      |
| Näcken-Klasse                    | Näk Nep Nad             | HMS Näcken HMS Neptun HMS Najad                                                                                               | 1980–2001 1980–1998 1981–1998           |                |      |
| Västergötland-Klasse             | Vgd Hgd Söd Ögd         | HMS Västergötland HMS Hälsingland HMS Södermanland HMS Östergötland                                                           | 1987–2005 seit 21. April 1989 seit 1990 |                |      |
| Spiggen-Klasse                   |                         | HMS Spiggen |                                         | Kleinst-U-Boot |      |
| Gotland-Klasse                   | Gtd Hnd Upd             | HMS Gotland HMS Halland HMS Uppland                                                                                           | seit 1996                               |                |      |
| Blekinge-Klasse                  |                         | HMS Blekinge HMS Skåne | im Bau                                  |                |      |

## Minenabwehrfahrzeuge und -leger

### Minenabwehrfahrzeug
| Klasse          | Schiffe                                         | Schiffe | Schiffe      | Typ                 | Bild |
| Klasse          | Kennung                                         | Name | Dienstzeit00 | Typ                 | Bild |
| --------------- | ----------------------------------------------- | --- | ------------ | ------------------- | ---- |
| Arholma-Klasse  | 53 54 55 56 57 58 59 60 61 62 63 64 65 66       | HMS Arholma HMS Landsort HMS Bremön HMS Holmön HMS Sandön HMS Ulvön HMS Bredskär HMS Grönskär HMS Ramskär HMS Örskär HMS Koster HMS Kullen HMS Vinga HMS Ven                                                        |              | Minensuchboot       |      |
| M-Klasse        |                                                 | HMS M1, HMS M2 HMS M3, HMS M4 HMS M5, HMS M6 HMS M7, HMS M8 HMS M9, HMS M10 HMS M11, HMS M12 HMS M13, HMS M14 HMS M15, HMS M16 HMS M17, HMS M18 HMS M19, HMS M20 HMS M21, HMS M22 HMS M23, HMS M24 HMS M25, HMS M26 |              | Küstenminensuchboot |      |
| Hanö-Klasse     | M51 M52 M53 M54 M55 M56                         | HMS Hanö HMS Tärnö HMS Tjurkö HMS Sturkö HMS Ornö HMS Utö |              |                     |      |
| Arkö-Klasse     | M57 M58 M59 M60 M61 M62 M63 M64 M65 M66 M67 M68 | HMS Arkö HMS Spårö HMS Karlsö HMS Iggö HMS Styrsö HMS Skaftö HMS Aspö HMS Hasslö HMS Vinö HMS Vållö HMS Nämdö HMS Blidö                                                                                             |              |                     |      |
| Landsort-Klasse | M71 M72 M73 M74 M75 M76 M77                     | HMS Landsort HMS Arholma HMS Koster HMS Kullen HMS Vinga HMS Ven HMS Ulvön |              | Minenjagdboot       |      |
| Styrsö-Klasse   | M11 M12 M13 M14                                 | HMS Styrsö HMS Spårö HMS Skaftö HMS Sturkö |              | Minenjagdboot       |      |

### Minenleger
| Klasse            | Schiffe        | Schiffe                  | Schiffe             | Typ                                         | Bild |
| Klasse            | Kennung        | Name                     | Dienstzeit00        | Typ                                         | Bild |
| ----------------- | -------------- | ------------------------ | ------------------- | ------------------------------------------- | ---- |
|                   | M01            | HMS Älvsnabben           | 1943–1982           | Minenschiff                                 |      |
| Älvsborg-Klasse   | M02 A265 (M03) | HMS Älvsborg HMS Visborg | 1971–1995 1976–2010 | Minenleger/ Visborg ab 1999 Mehrzweckschiff |      |
| Carlskrona-Klasse | P04 (M04)      | HMS Carlskrona           | seit 1982           | Minenleger/ ab 2009 Patrouillenboot         |      |

## Patrouillenboote
| Klasse         | Schiffe                                                                         | Schiffe | Schiffe                                                                         | Typ | Bild |
| Klasse         | Kennung                                                                         | Name | Dienstzeit00                                                                    | Typ | Bild |
| -------------- | ------------------------------------------------------------------------------- | --- | ------------------------------------------------------------------------------- | --- | ---- |
| Jägaren-Klasse | V150 (P150)                                                                     | HMS Jägaren | 1972–2016                                                                       |     |      |
| Hugin-Klasse   | P151 P152 P153 P154 P155 P156 P157 P158 P159 P160 P161 P162 P163 P164 P165 P166 | HMS Hugin HMS Munin HMS Magne HMS Mode HMS Vale HMS Vidar HMS Mjölner HMS Mysing HMS Kaparen HMS Väktaren HMS Snapphanen HMS Spejaren HMS Styrbjörn HMS Starkodder HMS Tordön HMS Tirfing |                                                                                 |     |      |
| Tapper-Klasse  | 81 82 83 84 85 86 87 88 89 90 91 92                                             | HMS Tapper HMS Djärv HMS Dristig HMS Händig HMS Trygg HMS Modig HMS Hurtig HMS Rapp HMS Stolt HMS Ärlig HMS Munter HMS Orädd                                                              | 1993–2001 seit 1993 seit 1994 seit 1995 seit 1996 seit 1997 seit 1998 seit 1999 |     |      |

## Hilfsschiffe

### Bojenboote
| Klasse | Schiffe         | Schiffe                                       | Schiffe      | Typ | Bild |
| Klasse | Kennung         | Name                                          | Dienstzeit00 | Typ | Bild |
| ------ | --------------- | --------------------------------------------- | ------------ | --- | ---- |
|        | B01 B02 B03 B04 | HMS Ejdern HMS Krickan HMS Svärtan HMS Viggen |              |     |      |

### Eisbrecher
| Klasse | Schiffe | Schiffe                                                        | Schiffe      | Typ | Bild |
| Klasse | Kennung | Name                                                           | Dienstzeit00 | Typ | Bild |
| ------ | ------- | -------------------------------------------------------------- | ------------ | --- | ---- |
|        |         | HMS Thule HMS Njord HMS Tor HMS Ale HMS Atle HMS Ymer HMS Frej |              |     |      |

### Sonstige
| Klasse | Schiffe          | Schiffe                                                                            | Schiffe      | Typ                       | Bild |
| Klasse | Kennung          | Name                                                                               | Dienstzeit00 | Typ                       | Bild |
| ------ | ---------------- | ---------------------------------------------------------------------------------- | ------------ | ------------------------- | ---- |
|        | 0 A261 A262 A263 | Bore Heimdal Johan Nordenankar Jacob Hägg Nils Strömkrona Utö Skredsvik Gålö Smyge |              | Artillerie-Transportfähre |      |

## Segelschiffe

### Linienschiffe
| Klasse                                                | Schiffe | Schiffe | Schiffe | Typ | Bild                                    |
| Klasse                                                | Kennung | Name | Dienstzeit00 | Typ | Bild                                    |
| ----------------------------------------------------- | ------- | --- | --- | --- | --------------------------------------- |
|                                                       |         | Stora Kravelen | 1532–1554 | |                                         |
|                                                       |         | Mars | 1561–1564 | Karavelle (ca. 100 Kanonen) |                                         |
| Schiffbaumeister Henrik Hybertsson                    |         | Vasa | 1627–1628 | Galeone (64 Kanonen) |                                         |
| Schiffbaumeister Henrik Hybertsson und Hein Jakobsson |         | Äpplet | 1629–1658 | Galeone (64 Kanonen) |                                         |
|                                                       |         | Scepter | 1636–1675 | 66 Kanonen |                                         |
|                                                       |         | Oldenburg | 1640er–1660 | ca. 42 Kanonen (urspr. dänisch) |                                         |
|                                                       |         | Hercules | 1654–1710 | 54 Kanonen |                                         |
|                                                       |         | Svärdet | 1662–1676 | 94 Kanonen |                                         |
|                                                       |         | Riksäpplet | 1663–1676 | 91 Kanonen |                                         |
|                                                       |         | Riks-Nyckeln | 1660er–1679 | 88 Kanonen |                                         |
|                                                       |         | Spes | 1666–? | 46 Kanonen |                                         |
|                                                       |         | Kronan | 1672–1676 | 126 Kanonen (Dreidecker) |                                         |
|                                                       |         | Skåne Prins Fredrik Wilhelm Prinsessan Sofia Charlotta Prins Wilhelm | 1683–1690 1702–1712 1725–1781 1726–1781 | 50 Kanonen |                                         |
| Jaroslaw-Klasse                                       |         | Vladislaff | 1788–1819 | 74 Kanonen (urspr. russisch) |                                         |
|                                                       |         | Stockholm | 1857–1921 | Schraubenlinienschiff, 73 Geschütze |                                         |
| Schiffbaumeister Robert Turner                        |         | Drottning Hedvig EleonoraCarolus XI | 1680–?1679–1721 | 80 Kanonen82 Kanonen |                                         |
| Schiffbaumeister Francis John Sheldon (der Jüngere)   |         | Wachtmeister Livland EstlandVitoria Prinsessan Hedvig Sophia (ex-Drottning Ulrika Eleonora) | 1681–1719 1682–1726 1683–17321690–1710 1692–1715 | 56 Kanonen 0 80 Kanonen |                                         |
| Schiffbaumeister Gunnar Roth                          |         | GotlandStockholmCarlskronaSverige SmålandCarolus XI | 1682–17221682–17101686–17301684–1724 1688–17341683–1712 | 56 Kanonen68 Kanonen70 Kanonen80 Kanonen 090 Kanonen                                                                                                   |                                         |
| Schiffbaumeister J. Falk                              |         | Göteborg | 1696–1717 | 50 Kanonen |                                         |
| Schiffbaumeister Charles Sheldon                      |         | BremenVerden Nya RigaSödermanland PommernWismarÖlandWestmanland Fredrika AmaliaPrins Carl FredrikEnighetenSkåne StockholmNordstjernanDrottning Ulrika EleonoraTre KronorGöta LejonEnighetenKonung Karl                    | 1705–17811706–1754 1708–17171692–1770 1693–17151694–?1705–17421696–1788 1698–17761704–17971732–17901697–? 1708–17811703–17151719–17651706–17101702–17451696–17851694–1771 | 054 Kanonen 056 Kanonen 058 Kanonen60 Kanonen62 Kanonen 064 Kanonen66 Kanonen68 Kanonen 072 Kanonen84 Kanonen86 Kanonen90 Kanonen94 Kanonen108 Kanonen | Drottning Ulrika Eleonora · Konung Karl |
| Schiffbaumeister William Smith                        |         | Friheten | 1731–1788 | 60 Kanonen |                                         |
| Schiffbaumeister C. Falk                              |         | FinlandHessen Cassel Fredricus RexSverige | 1735–17901731–1807 1742–17951734–1738 | 58 Kanonen62 Kanonen 072 Kanonen |                                         |
| Schiffbaumeister Gilbert Sheldon                      |         | SparrtPrinsessan Sophia AlbertinaPrins Gustaf Prins Karl Drottning Sofia MagdalenaGöta Lejon | 1749–17811764–17811758–1788 1758–1790 1774–18051746–1817 | 50 Kanonen60 Kanonen68 Kanonen 0 70 Kanonen |                                         |
| Schiffbaumeister Solberg                              |         | Greve Södermanland Uppland | 1749–1810 1749–1790 | 52 Kanonen |                                         |
| Schiffbaumeister Fredrik Henrik af Chapman            |         | WasaPrins Fredrik AdolfKronprins Gustaf Adolf Fäderneslandet Ömheten Rättvisan Försiktigheten Dygden Äran Dristigheten Manligheten TapperhetenKonung Adolf Fredrik Konung Gustaf IIIDrottning Fredrika Dorotea Wilhelmina | 1778–18271774–18251782–1788 1783–1864 1783–1790 1783–1864 1784–1793 1784–1880 1785–1867 1785–1864 1785–18261775–1825 1777–18251819–1862                                   | 60 Kanonen62 Kanonen64 Kanonen 0 70 Kanonen 074 Kanonen                                                                                                |                                         |

### Fregatten
| Klasse         | Schiffe | Schiffe                                                                  | Schiffe      | Typ                           | Bild |
| Klasse         | Kennung | Name                                                                     | Dienstzeit00 | Typ                           | Bild |
| -------------- | ------- | ------------------------------------------------------------------------ | ------------ | ----------------------------- | ---- |
| Bellona-Klasse |         | Bellona Minerva Venus Diana Fröja Thetis Camilla Galatea Eurydice Zemire |              | 40 Kanonen (Schwere Fregatte) |      |

### Segelschulschiffe
| Klasse         | Schiffe | Schiffe          | Schiffe                                | Typ                   | Bild |
| Klasse         | Kennung | Name             | Dienstzeit00                           | Typ                   | Bild |
| -------------- | ------- | ---------------- | -------------------------------------- | --------------------- | ---- |
| Najaden-Klasse |         | Najaden Jarramas | 1897–1931 1900–1947                    |                       |      |
| Gladen-Klasse  | S01 S02 | Gladen Falken    | seit 2. Juni 1947 seit 1. Oktober 1947 | Zweimastgaffelschoner |      |